# Anacropora spumosa
Anacropora spumosa е вид корал от семейство Acroporidae.

## Разпространение и местообитание
Видът е разпространен в Джибути, Египет, Еритрея, Йемен, Израел, Йордания, Саудитска Арабия и Судан.
Среща се на дълбочина около 7 m.

## Описание
Популацията на вида е намаляваща.